# Annów
Annów [pronunciación en polaco: /ˈannuf/] es un pueblo ubicado en el distrito administrativo de Gmina Czerniewice, dentro del condado de Tomaszów Mazowiecki, Voivodato de Łódź, en el centro de Polonia. Se encuentra a unos 3 kilómetros al sureste de Czerniewice, a 19 kilómetros al noreste de Tomaszów Mazowiecki, y a 53 kilómetros al este de la capital regional Łódź.